# Compensateur synchrone

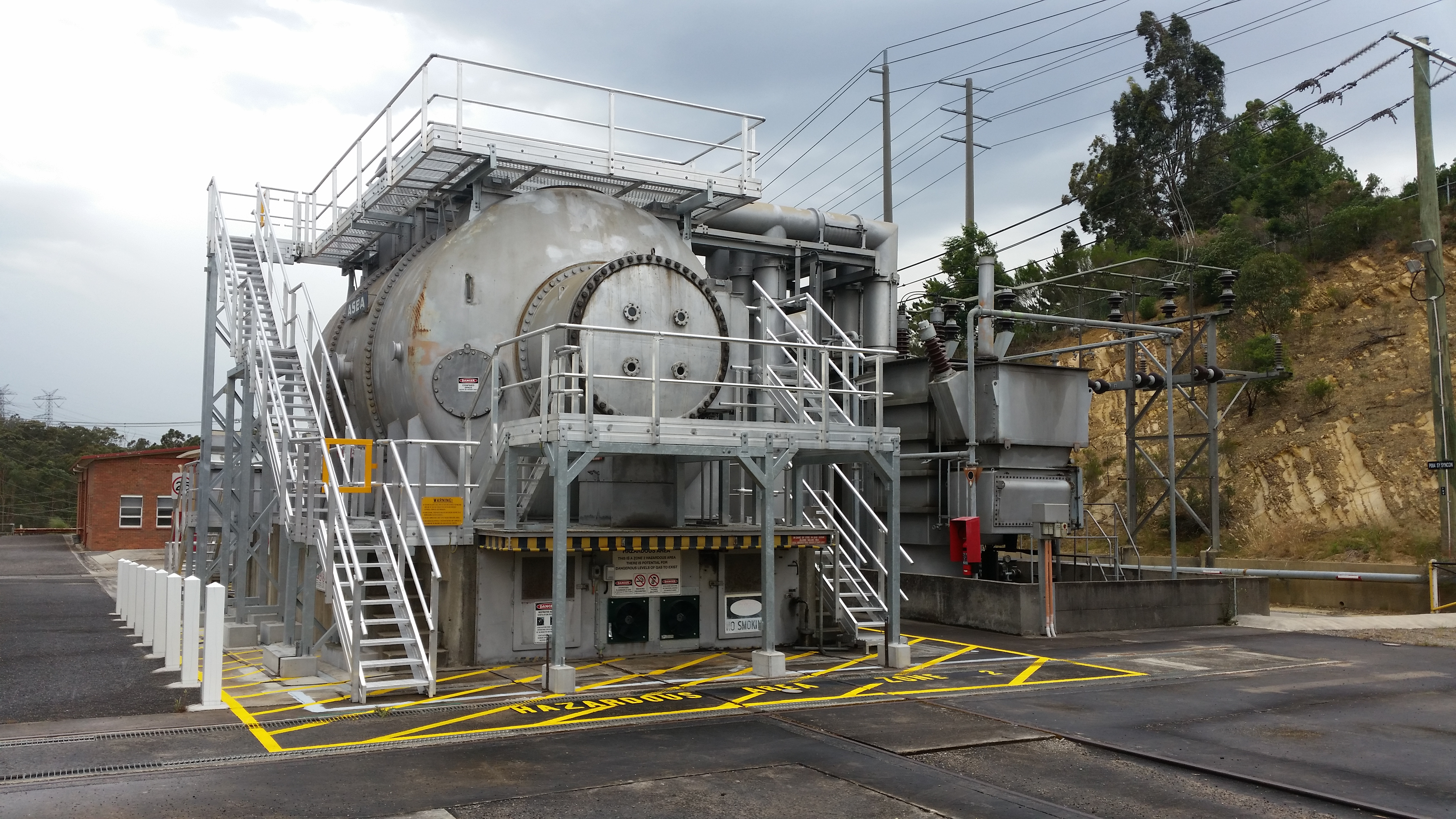
Compensateur synchrone de puissance réactive, à la sous-station de Templestowe, Melbourne Victoria, Australie.
Générateur synchrone triphasé, refroidi à l'hydrogène, de 125 MVAr à 750 tr/min, 22 kV et 3,28 kA maximum.
Excitation magnétique 300 V et 1,2 kA maximum.

Le compensateur synchrone est un appareil utilisé dans le domaine industriel et des réseaux de distribution électrique. Il s'agit d'une machine synchrone tournant à vide sur un réseau, non entrainé par une machine tournante,. Il fournit alors de la puissance réactive au réseau, c’est-à-dire une charge capacitive, sans que les effets secondaires des bancs de condensateurs pour courant alternatif entrent en jeu,.
En effet, il faut savoir que la plupart des moteurs dans une installation industrielle classique sont des moteurs asynchrones, eux-mêmes consommateurs de puissance réactive. Pour ne pas dégrader le facteur de puissance (cos φ) de l'installation électrique, on place alors ce compensateur synchrone, qui, comme dit précédemment, n'est rien d'autre qu'un moteur synchrone qu'on surexcite.
Le gros avantage de ces compensateurs synchrones sur les bancs de condensateurs est que l'on peut faire varier la puissance réactive produite en jouant sur l'excitation du moteur,. La régulation peut se faire sur une consigne de tension ou de facteur de puissance de l'installation.
De nos jours cette technique est moins employée, remplacée par celle du compensateur statique d'énergie réactive. Cependant, ils jouent encore un rôle dans la stabilité des réseaux électriques peu maillés de certains pays, comme les États-Unis, le Canada, la Russie, le Brésil ou l'Australie.